# حمد العنزي
حمد العنزي (5 أكتوبر 1986 -)، لاعب كرة قدم كويتي سابق.

## بداياته
كان من أبرز الهدافين الشباب في الكويت، وحيث نال لقب هداف كأس الخليج للأندية تحت سنه 17 سنه في عام 2004.

## نادي القادسية
وقد بدأ باللعب مع نادي القادسية الكويتي في موسم 2004/2005، وفي يوم 24 مايو 2007، وفي مباراة نادي القادسية الكويتي ونادي النصر الكويتي، حصل حمد العنزي على بطاقة حمراء بعد حصوله على كرتين أصفرين في غضون دقيقتين ، وفي يوم 17 يونيو 2007، سرت شائعات عن قرب انتقال حمد العنزي إلى نادي الرفاع البحريني، وقد قدر المبلغ الذي سيدفعه النادي ب150 ألف دولار أمريكي، ويريد النادي بأن يعطيه منحة دراسية أيضا ، وفي اليوم التالي أعلن نادي القادسية الكويتي عن رفضه انتقال حمد العنزي ، وفي يوم 23 يونيو 2007 أعلن نائب رئيس نادي القادسية الكويتي فواز الحساوي بأن النادي لم يتسلم أي شيء رسمي من نادي الرفاع.
وفي يوم 5 فبراير 2008، في مباراة نهائي كأس الاتحاد الكويتي 2007/2008 أمام نادي الكويت، سجل هدف التعادل في الوقت الضائع، ليقود الفريق إلى الفوز في البطولة بركلات الجزاء الترجيحية.
في يوم 8 أكتوبر 2008 تحصل على بطاقة حمراء في مباراة فريقه أمام نادي التضامن الكويتي في الدوري الكويتي 2008/2009.
وفي يوم 30 نوفمبر 2008 تشاجر في التدريبات مع إبراهيما كيتا، وقررت إدارة الفريق إيقافهم ، وتم إيقافه أربعة مباريات وخصم راتبه.
وفي يوم 18 مايو 2009 سجل ثلاثة أهداف في مباراة الفريق الأولى في بطولة كأس الأمير 2008/2009 في المباراة التي فازوا فيها 7-0 على نادي الفحيحيل ، وتحصل على لقب هداف البطولة برصيد 4 أهداف.
وفي يوم 16 يوليو 2009 تقدمت إدارة نادي العربي الكويتي بطلب ضمه إلى صفوفهم من نادي القادسية الكويتي لمدة موسم واحد على سبيل الإعارة، وقد طلب نادي القادسية منهم مبادلته بصانع ألعاب العربي محمد جراغ ، وقد بلغت قيمة عرض العربي 30 ألف دينار كويتي ، وكان نادي السالمية قد قدم عرضا للاعب بقيمة 20 ألف دينار كويتي ، وقد رفض مجلس إدارة نادي العربي طلب القادسية، وقال جواد مقصيد رئيس نادي العربي بالوكالة بأنه لا يمكن المقارنة بين العنزي ومحمد جراغ نظرا للإمكانات التي يمتلكها جراغ ، وقال علي الشمري مدرب نادي النصر الكويتي بأنه ينصح حمد العنزي بالانتقال إلى نادي النصر ، وقال حمد العنزي بأنه لم ولن يفكر بالخروج عن طوع مجلس إدارة نادي القادسية.

## المنتخب الأولمبي
تم أختياره للمرة الأولى إلى منتخب الكويت الأولمبي لكرة القدم في دورة الألعاب الأسيوية لكرة القدم 2006، وقد سجل هدف لمنتخب الكويت الأولمبي لكرة القدم في مباراته أمام منتخب فلسطين الأولمبي لكرة القدم في يوم 2 ديسمبر 2006، وقد تم أختياره للمنتخب الأولمبي المشارك في التصفيات الأولية المؤهلة إلى الألعاب الأولمبية الصيفية 2008، وفي يوم 28 فبراير 2007، سجل أحد هدفي منتخب الكويت الأولمبي لكرة القدم في المباراة التي انتهت بالتعادل بهدفين مقابل هدفين مع منتخب قطر الأولمبي لكرة القدم، وفي يوم 14 مارس 2007، سجل ثلاثية في مرمى منتخب البحرين الأولمبي لكرة القدم، وفي يوم 28 مارس 2007، سجل أحد الأهداف في مرمى منتخب باكستان الأولمبي لكرة القدم، وفي يوم 18 أبريل 2007، سجل هدفين في مرمى منتخب باكستان الأولمبي لكرة القدم.
و قد أنهى التصفيات الأولية كهداف للتصفيات مع مهاجم منتخب أستراليا الأولمبي لكرة القدم كريستيان سيركيس برصيد 7 أهداف، وفي نهاية التصفيات كان حمد العنزي في المركز الثاني في ترتيب الهدافين.

## المنتخب الأول
و في يوم 8 يونيو 2007 تم أختياره إلى منتخب الكويت لكرة القدم لأول مرة في تاريخه ، وفي يوم 19 يناير 2009 سجل هدفه الأول مع منتخب الكويت في مباراة ودية أمام منتخب تركمانستان لكرة القدم.
شارك في كأس آسيا 2011.

## إنجازاته
- كأس الأمير (مرة واحدة) : 2006/2007
- كأس الاتحاد الكويتي (مرة واحدة) : 2007/2008

## روابط خارجية
- حمد العنزي على موقع قاعدة بيانات كرة القدم.إي يو (الإنجليزية)
- حمد العنزي على موقع ناشيونال فوتبول تيمز (الإنجليزية)
- حمد العنزي على موقع Soccerway.com (الإنجليزية)